# Eggerich Johan Lubbes
Eggerich Johan Lubbes (eller Lübbes) (18. august 1599 i Padingbüttel i Bremen Stift – 22. august 1661) var en dansk officer.
Han var søn af Johan Eberhard Lubbes og Simonia Siberia, studerede særlig matematik i Köln og Leiden, udnævntes senere til foged i sin fødeby, men valgte derefter den militære løbebane. Han blev ansat i ærkebiskop Johan Frederik af Bremens livgarde, hvor han avancerede til kaptajn, gik senere først i svensk og dernæst i fransk tjeneste. 1644 blev han af ærkebiskop Frederik (III) af Bremen antaget til foged på Rotenburg, men vendte hurtig tilbage til hærvæsenet, deltog som generalkvartermester i ærkebispens tog til Jylland i slutningen af 1644 og begyndelsen af 1645 og blev 2. juli 1645 oberstløjtnant og chef for ærkebiskoppens livregiment. I denne egenskab førte han tropper i kampe ved Glückstadt og erobrede 30. juli samme år Bremervörde tilbage fra svenskerne.
Efter Frederik III's tronbestigelse fik han betroede stillinger. Fra 1649 til 1656 var han kommandant i Glückstadt, derefter i Krempe og fra juli 1658, efter 1657 at have deltaget i angrebet på Bremen Stift, atter i Glückstadt. Han stod på en dårlig fod med feltmarskal Ernst Albrecht von Eberstein, men var vedblivende vel anskreven hos kongen, der i juli 1659 kaldte ham til forhandling med sig i København og 8. september 1660, netop i de dage, da statsomvæltningen forberedtes, og kongen trængte til pålidelige mænd om sig, gjorde ham til kommandant i hovedstaden og Christianshavn. I november 1660 blev han medlem af Krigskollegiet, men han var svagelig og døde 22. august 1661. Han ansås ikke alene for en tapper officer, men også for velstuderet.